# مایلا
مایلا (به آلمانی: Mihla) یک شهر در آلمان است که در وارتبورگکرایس واقع شده‌است. مایلا ۲٬۳۵۲ نفر جمعیت دارد.